# Mercredi soir, 9 heures...
Pour plus de détails, voir Fiche technique et Distribution.
Mercredi soir, 9 heures... (Who's Been Sleeping In My Bed?) est une comédie américaine de Daniel Mann datée de 1963 et avec Dean Martin, Elizabeth Montgomery et Carol Burnett.

## Synopsis
Jason Steel est le bel et viril héros d'une série télévisée médicale à succès. Il projette une image de sagesse et de romance aux millions de femmes américaines qui l'adorent. Malheureusement, les épouses de ses amis, qui jouent au poker chaque mercredi avec lui, l'adorent aussi. Chaque mercredi soir, Jason échange alors son jeu de poker contre « une consultation privée » avec une ou plusieurs des épouses de ses copains. Bien que ses amis ne suspectent rien, sa fiancée, Melissa, s'inquiète de savoir si son mariage avec lui aura lieu. La meilleure amie de Melissa, Stella, découvre les rendez-vous du mercredi soir que Jason se procure. Elle fait tout pour l'aider à récupérer Jason.

## Distribution
- Dean Martin (VF : Michel Gudin) : Jason Steel
- Elizabeth Montgomery (VF : Martine Sarcey) : Melissa Morris
- Carol Burnett : Stella
- Martin Balsam (VF : André Valmy) : Sanford Kaufman
- Jill St. John : Toby Tobler
- Richard Conte (VF : Serge Sauvion) : Leonard Ashley
- Macha Meril : Jacqueline Edwards
- Louis Nye (VF : Gérard Férat) : Harry Tobler
- Yoko Tani (VF : Elle-même) : Isami Hiroti
- Jack Soo (VF : Roger Carel) : Yoshimi Hiroti
- Dianne Foster (VF : Claire Guibert) : Mona Kaufman
- Elliott Reid (VF : Yves Brainville) : Tom Edwards
- Johnny Silver (VF : Guy Piérauld) : Charlie
- Elisabeth Fraser : Dora Ashley
- Steve Clinton (VF : Pierre Garin) : Sam Jones
- Daniel Ocko (VF : Serge Nadaud) : L'avocat mexicain
- Allison Hayes : Mme Grayson
- James O'Rear (VF : Michel Gatineau) : Le policier
- Salvador Baguez (VF : Albert Médina) : Le patron mexicain de la boîte de nuit
- Nacho Galindo (non crédité) : Le juge mexicain
- Jay Adler (non crédité) (VF : Maurice Chevit) : Le patient